# Giambattista Costaguti
Giambattista Costaguti (ur. w 1636 w Rzymie, zm. 8 marca 1704 tamże) – włoski kardynał.

## Życiorys
Urodził się w 1636 roku w Rzymie, jako syn Prospera Costagutiego i jego drugiej żony (jego przyrodnim bratem był Vincenzo Costaguti). W młodości został klerykiem Kamery Apostolskiej, a ostatecznie jej dziekanem. 13 lutego 1690 roku został kreowany kardynałem prezbiterem i otrzymał kościół tytularny San Bernardo alle Terme. Zmarł 8 marca 1704 roku w Rzymie.